# Sweet Serenade
" Sweet Serenade " é uma canção do rapper norte-americano Pusha T de seu primeiro álbum de estúdio My Name Is My Name. O single conta com participação especial do cantor norte-americano Chris Brown, conta com produção de Swizz Beatz e Kanye West . Em 4 de setembro de 2013, a música foi lançada no iTunes como o terceiro single oficiál do álbum pela GOOD Music e Def Jam . A canção alcançou a 19ª  na parada Billboard Bubbling Under Hot 100 Singles dos Estados Unidos.

## Fundo
Em 28 de agosto de 2013, Pusha T estreou os vocais de "Sweet Serenade" com Chris Brown,d  sendo a quarta música do álbum revelada, depois de "Pain" com participação de Future, "Numbers on the Boards" e "Who I Am" com participações de Big Sean e 2 Chainz .  Pouco depois, durante uma sessão de perguntas e respostas no Twitter, Pusha T fala que a música foi produzida por Swizz Beatz e  pelo colaborador de longa data Kanye West  e em seguida, seria lançado para download digital no ITunes em 4 de setembro do mesmo ano. 

## Remix
Em 18 de dezembro de 2013, o grupo de hip hop The LOX ( Styles P, Jadakiss & Sheek Louch ) lançou um remix de "Sweet Serenade" junto com a ajuda por Kendrick Lamar em Nosetalgia . 

## Histórico de lançamento
| Região         | Data                  | Formato          | Gravadora           |
| -------------- | --------------------- | ---------------- | ------------------- |
| Estados Unidos | 4 de setembro de 2013 | Download digital | GOOD Music, Def Jam |